# Chico Buarque (альбом, 1978)
Chico Buarque — студийный альбом бразильского автора-исполнителя Шику Буарки, выпущенный в 1978 году на лейбле Philips Records.

## Коммерческий успех
Альбом стал крайне популярен среди слушателей, а песни с критикой военной диктатуры «Cálice» и «Apesar de Você» имели большой резонанс в то время. Альбом имел предварительную продажу 30 тысяч копий в музыкальных магазина, а в 1979 году получил золотой диск за продажи в более чем 150 тысяч. По данным журнала Manchete, к марту 1980 года альбом был продан тиражом свыше 700 тысяч копий в Бразилии.

## Отзывы критиков
| Оценки критиков                   | Оценки критиков |
| Источник                          | Оценка          |
| --------------------------------- | --------------- |
| AllMusic                          | [ 4 ]           |
| The Encyclopedia of Popular Music | [ 5 ]           |

Филип Яндовский из AllMusic так описал альбом: «Пожалуй, самой известной песней на этом альбоме является „Cálice“, классическая песня протеста, написанная Шику Буарки и Жилберто Жилом, в которой Буарки аккомпанирует Милтон Насименто. Несмотря на то, что „Cálice“ очень красива, со слегка рок-ориентированным звучанием, на самом деле не является репрезентативной для остальной части альбома, звучание которого более традиционное. Помимо „Cálice“, есть ещё два дуэта, „O Meu Amor“ и „Pedaço de Mim“, оба очень красивые. „O Meu Amor“ — оптимистичный трек, прекрасно исполненный женским дуэтом Мариэты Северу и Элбы Рамалью. В нежной балладе „Pedaço de Mim“ к Буарки присоединяется Зизи Посси. „Trocando em Miúdos“, которую Буаркии спел сам, — ещё одна замечательная баллада с прекрасными текстами. „Feijoada Completa“ — прекрасная, запоминающаяся песня, основанная на самбе, текст которой описывает приготовление фейжоады, бразильского блюда. Заключительным треком альбома является классическая и красивая самба „Apesar de Você“».

## Список композиций
1. «Feijoada Completa» (Шику Буарки) — 2:50
2. «Cálice» (Шику Буарки, Жилберту Жил) — 4:00 — при участии Милтона Насименту
3. «Trocando em Miúdos» (Шику Буарки, Франсис Име) — 2:50
4. «O Meu Amor» (Шику Буарки) — 4:00 — при участии Элбы Рамалью и Мариэты Северу
5. «Homenagem ao Malandro» (Шику Буарки) — 2:50
6. «Até o Fim» (Шику Буарки) — 2:24
7. «Pedaço de Mim» (Шику Буарки) — 3:16 — при участии Зизи Посси
8. «Pivete» (Шику Буарки, Франсис Име) — 2:27
9. «Pequena Serenata Diurna» (Сильвио Родригес) — 2:21
10. «Tanto Mar» (Шику Буарки) — 1:54
11. «Apesar de Você» (Шику Буарки) — 3:53